# Audi Q5
De Audi Q5 is een middelgrote SUV van de Duitse autoproducent Audi. Het is na de Audi Q7 de tweede SUV van het merk. De Q5 heeft als voornaamste concurrenten de BMW X3 en Mercedes-Benz GLC-klasse.

## Eerste generatie (2008-2017)

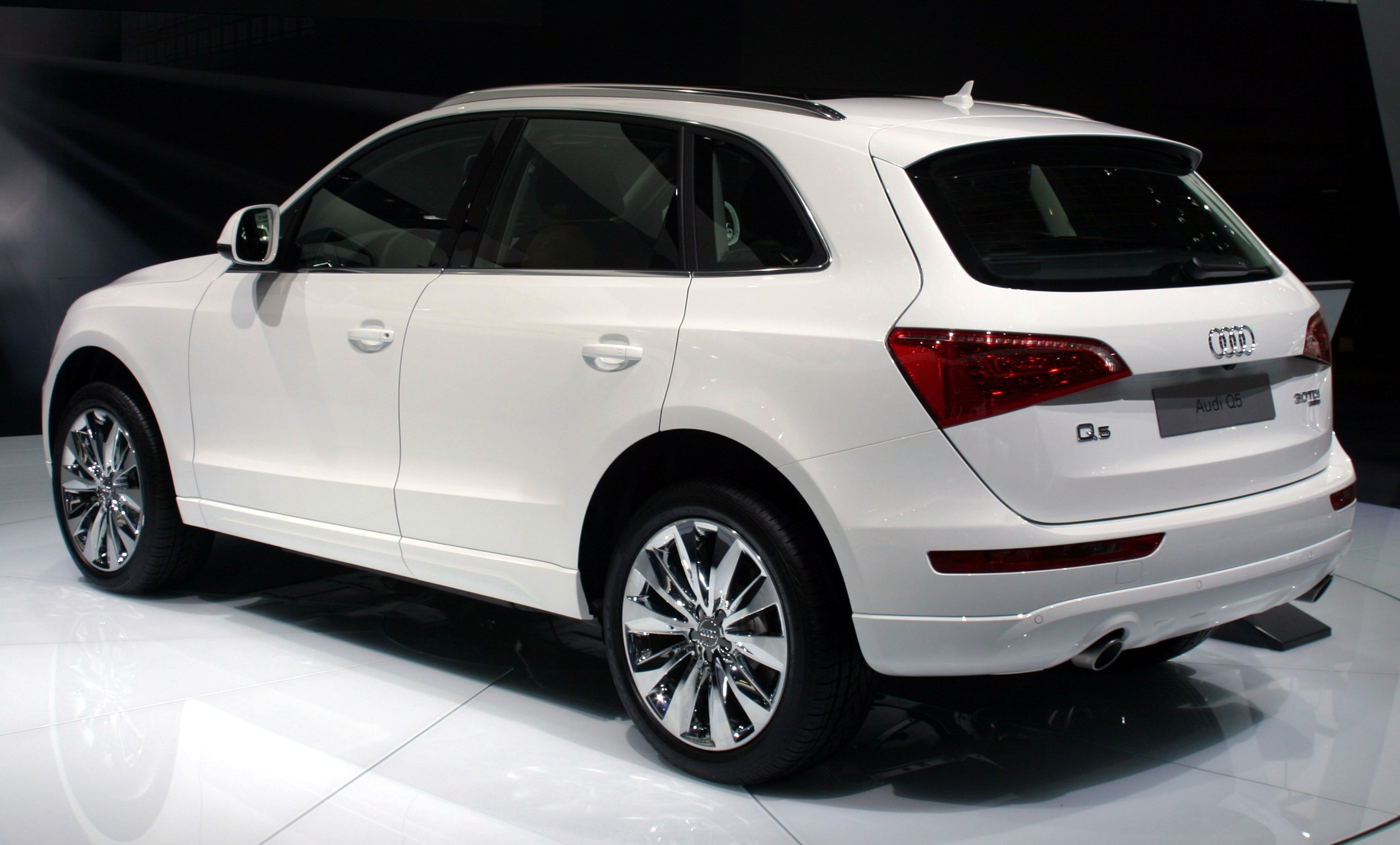
Audi Q5 op de Moscow Auto Show 2008

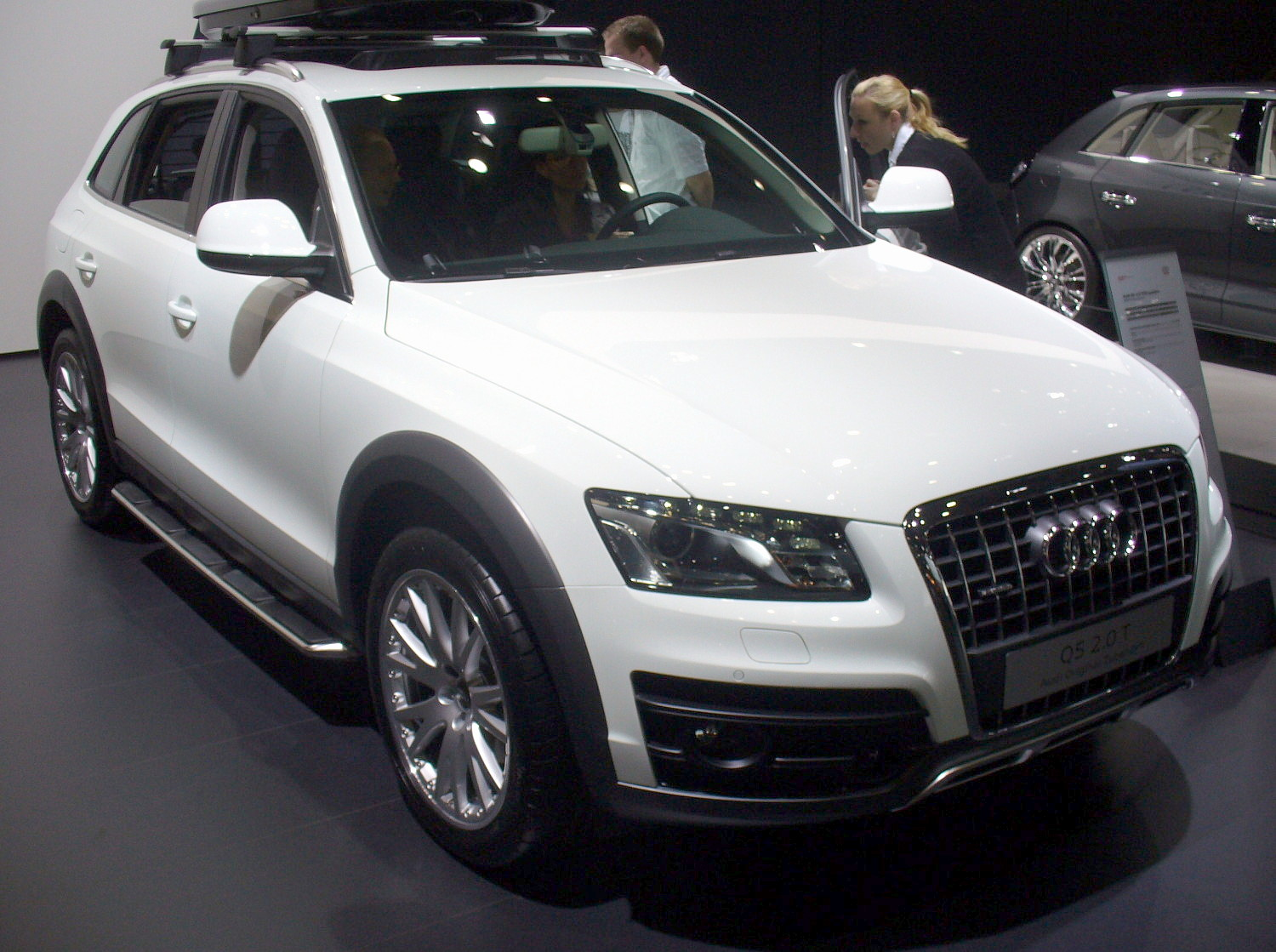
Audi Q5 met Offroad-pakket.

De onthulling van de Q5 was op 19 april 2008 op de Beijing Auto Show, de productie startte in september 2008. De Q5 staat op het platform van de in december 2007 geïntroduceerde Audi A4. De wagen heeft daarom ook de motoren in lengterichting waardoor er V6-dieselmotoren of V6/8-benzinemotoren geplaatst kunnen worden. De Q3 zal vervolgens van het Golf-platform gebruikmaken. Ook debuteerde de Q5 met Audi's nieuwe 7-traps S-tronic automatische versnellingsbak met dubbele koppeling. Tevens hebben alle Q5-modellen standaard Audi's nieuwe quattro vierwielaandrijvingsysteem waarbij onder normale omstandigheden 60 procent van de aandrijfkrachten naar de achteras gestuurd wordt wat op kan lopen tot maximaal 85 procent.
Naast de standaard Q5 zijn er nog een aantal optiepakketten beschikbaar. Er is een sportief S line interieur en exterieur pakket leverbaar. Het exterieurpakket omvat sportieve bumpers, verchroomde spijlen in de grille en een diffuser in de achterbumper. Bij interieurpakket heeft de Q5 een 10 mm verlaagd onderstel, sportstoelen en een aantal sportieve details en S line-logo's in het interieur. Daarnaast heeft de Q5 het S line-embleem op de voorste spatschermen en dorpellijsten. Nog een optiepakket is het Offroad pakket met extra beschermingslijsten om de spatborden, dorpels en onder de bumpers.
De Audi Q5 is standaard voorzien van Audi's MMI-systeem (MultiMedia Interface) en drive select waarbij de bestuurder de besturings- en demperkarakteristieken handmatig kan aanpassen. Optioneel leverbaar zijn het Bang & Olufsen Sound System, de advanced key waarbij zonder de sleutel te gebruiken kan worden ingestapt en gestart, het Audi parking system advanced met camera, Audi side assist en  active lane assist die de auto tussen de wegmarkering laat rijden een waarschuwt voor een voertuig in de dode hoek, een adaptief cruise control die zich aanpast aan de snelheid van de voorganger en een glazen panoramadak.

### Motoren
Het motorgamma bestaat uit een 2,0-liter TDI dieselmotor van 170 pk, een 3,0-liter V6 TDI van 240 pk en de nieuwe 2.0 TFSI benzinemotor met turbo en Audi ValveLift (variabele kleplichthoogte) van 211 pk. De 3,2-liter V6 FSI-benzinemotor wordt in het eerste kwartaal van 2009 geïntroduceerd met 270 pk. In het derde kwartaal komt er nog een 2.0 TFSI van 177 pk en een 2.0 TDI van 143 pk, ook standaard met vierwielaandrijving.

### Q5 hybrid quattro
Op 13 november 2010 presenteerde Audi haar eerste hybridemodel: de Audi Q5 hybrid quattro. Dit model is voorzien van een 2,0-liter TFSI-motor van 211 pk en 350 Nm koppel welke samenwerkt met een elektromotor van 33 kW (45 pk). Het totale maximumvermogen is 245 pk en 480 Nm. De elektromotor wordt gevoed door een lithium-ion batterijsysteem wat 38 kg weegt. Het volume van de unit bedraagt 26 liter en heeft 72 cellen en is in de bagageruimte ondergebracht. Opmerkelijk is dat de Q5 hybrid quattro een zogenaamde 'vermogensmeter' heeft in plaats van een toerenteller. Deze gaat van 0 naar 100% en geeft aan wat de totale vermogensafdracht is.
Het systeem is gekoppeld aan een achttraps tiptronic versnellingsbak (ZF 8HP). De elektromotor zit op de plaats waar zich normaal gesproken de koppelomvormer bevindt en wordt door een meervoudige plaatkoppeling aan de verbrandingsmotor gekoppeld of ontkoppeld. Het totale extra gewicht van de hybride-aandrijflijn is net geen 130 kg.
De Q5 hybrid quattro is in staat om in 7,1 seconden van 0 naar 100 km/u te accelereren en heeft een topsnelheid van 222 km/u. Een tussensprint van 80 naar 120 km/u in de vijfde versnelling duurt 5,9 seconden. Het brandstofverbruik bedraagt 7,0 l/100 km en de auto heeft een actieradius van ruim 1.000 km met een 75 liter grote brandstoftank. De Q5 hybrid quattro is in staat om tot 60 km/u volledig elektrisch te rijden. Bij hogere snelheden of stevig accelereren wordt de verbrandingsmotor ingeschakeld.
De Q5 hybrid quattro zal eind 2011 op de markt verschijnen.

### Q5 Custom Concept
In mei 2009 toonde Audi op het jaarlijkse GTI-evenement aan het Oostenrijkse Wörthersee de Audi Q5 Custom Concept. Deze sportieve Q5 is uitgerust met een aangepaste 3.0 V6 TFSI-motor uit de Audi S4 en S5. De met supercharger uitgeruste motor levert een vermogen van 408 pk en een koppel van 500 Nm tussen 3.000 en 5.000 tpm. Het extra vermogen wordt onder meer behaald door het plaatsen van een dubbele luchtinlaat en het aanpassen van de elektronica. In combinatie met de 7-traps S tronic transmissie doet de Q5 Custom Concept er 4,4 seconden over om van 0 naar 100 km/u te accelereren en heeft hij een begrensde topsnelheid van 250 km/u.
De uiterlijke aanpassingen betreffen een 90 mm grotere spoorbreedte, een 60 mm verlaagde carrosserie, het toepassen van keramische remschijven en grote voor- en achterspoilers. Verder is de Q5 Custom Concept voorzien van diverse rode details voor een extra sportieve uitstraling.

### Audi SQ5

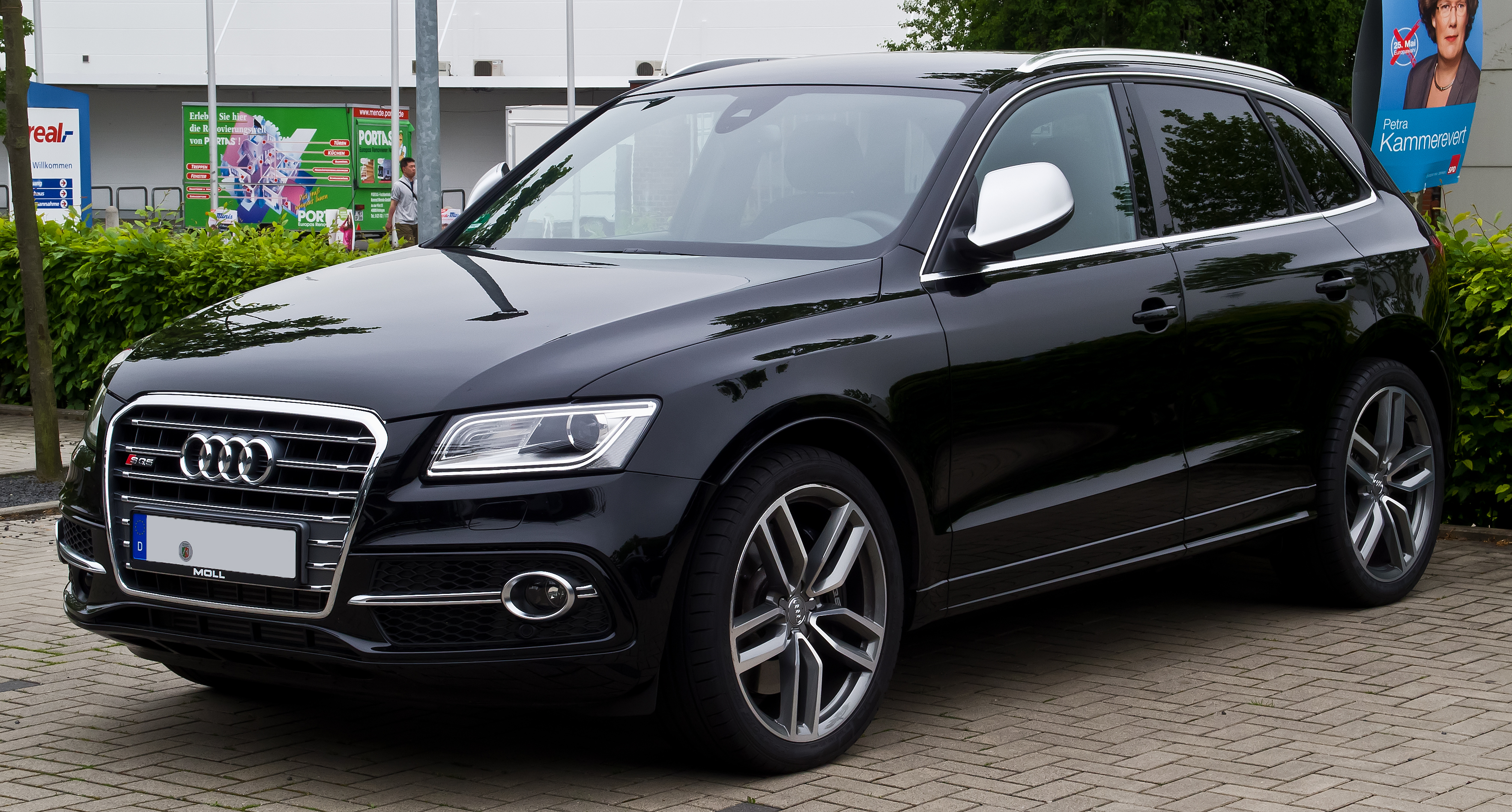
Audi SQ5

In 2012 kondigde Audi de SQ5 aan, een sportieve variant van de Q5 met een 3,0 Liter V6 dieselmotor. Het is de eerste keer dan Audi een dieselmotor in een S- of RS-model legt en bovendien beschikt hij niet over een automaat met dubbele koppeling, maar een 8-traps Tiptronic automaat. De SQ5 levert 313 pk en 650 Nm en gaat van 0 tot 100 km/h in 5,1 sec. Hij heeft een begrensde topsnelheid van 250 km/h en verbruikt 7,3 liter over 100 km. Vanaf 2015 levert het dieselblok 326 pk en kwam er zelfs een SQ5 Plus met 340 pk.
Naast de diesel kwam er in 2013 ook een benzineversie van de SQ5. Deze heeft een 3,0-liter V6 TFSI-motor die ook terug te vinden is in de Audi S4 en S5. In de SQ5 levert deze echter meer vermogen, namelijk 354 pk tussen 6.000 en 6.500 tpm en 470 Nm koppel tussen 4.000 en 4.500 tpm. De auto sprint in 5,3 seconden van 0 naar 100 km/u en het verbruik bedraagt 8,5 liter per 100 km. Deze benzineversie is echter niet op de Europese markt gebracht, omdat de dieselversie Audi daar aanzienlijk populairder acht.

### Gegevens
De gegevens van de basisuitvoeringen:
Benzine
| Type            | Motor     | Vermogen | Koppel | Aandrijving | Gewicht | 0–100 km/u | Topsnelheid | Jaartal     |
| --------------- | --------- | -------- | ------ | ----------- | ------- | ---------- | ----------- | ----------- |
| 2.0 TFSI        | 4-in-lijn | 180 pk   | 320 Nm | quattro     | 1710 kg | 8,5 s      | 210 km/u    | 2009 - 2012 |
| 2.0 TFSI        | 4-in-lijn | 211 pk   | 350 Nm | quattro     | 1695 kg | 7,7 s      | 222 km/u    | 2008 - 2012 |
| 2.0 TFSI Hybrid | 4-in-lijn | 245 pk   | 480 Nm | quattro     | 1885 kg | 7,1 s      | 225 km/u    | 2011 - 2012 |
| 3.2 FSI         | V6        | 270 pk   | 330 Nm | quattro     | 1795 kg | 6,9 s      | 234 km/u    | 2009 - 2012 |

Diesel
| Type    | Motor     | Vermogen | Koppel | Aandrijving    | Gewicht        | 0–100 km/u    | Topsnelheid    | Jaartal     |
| ------- | --------- | -------- | ------ | -------------- | -------------- | ------------- | -------------- | ----------- |
| 2.0 TDI | 4-in-lijn | 143 pk   | 320 Nm | voor / quattro | 1655 / 1745 kg | 11,0 / 11,4 s | 192 / 190 km/u | 2009 - 2012 |
| 2.0 TDI | 4-in-lijn | 170 pk   | 350 Nm | quattro        | 1730 kg        | 9,9 s         | 204 km/u       | 2008 - 2012 |
| 3.0 TDI | V6        | 240 pk   | 500 Nm | quattro        | 1865 kg        | 6,5 s         | 225 km/u       | 2008 - 2012 |

### Facelift

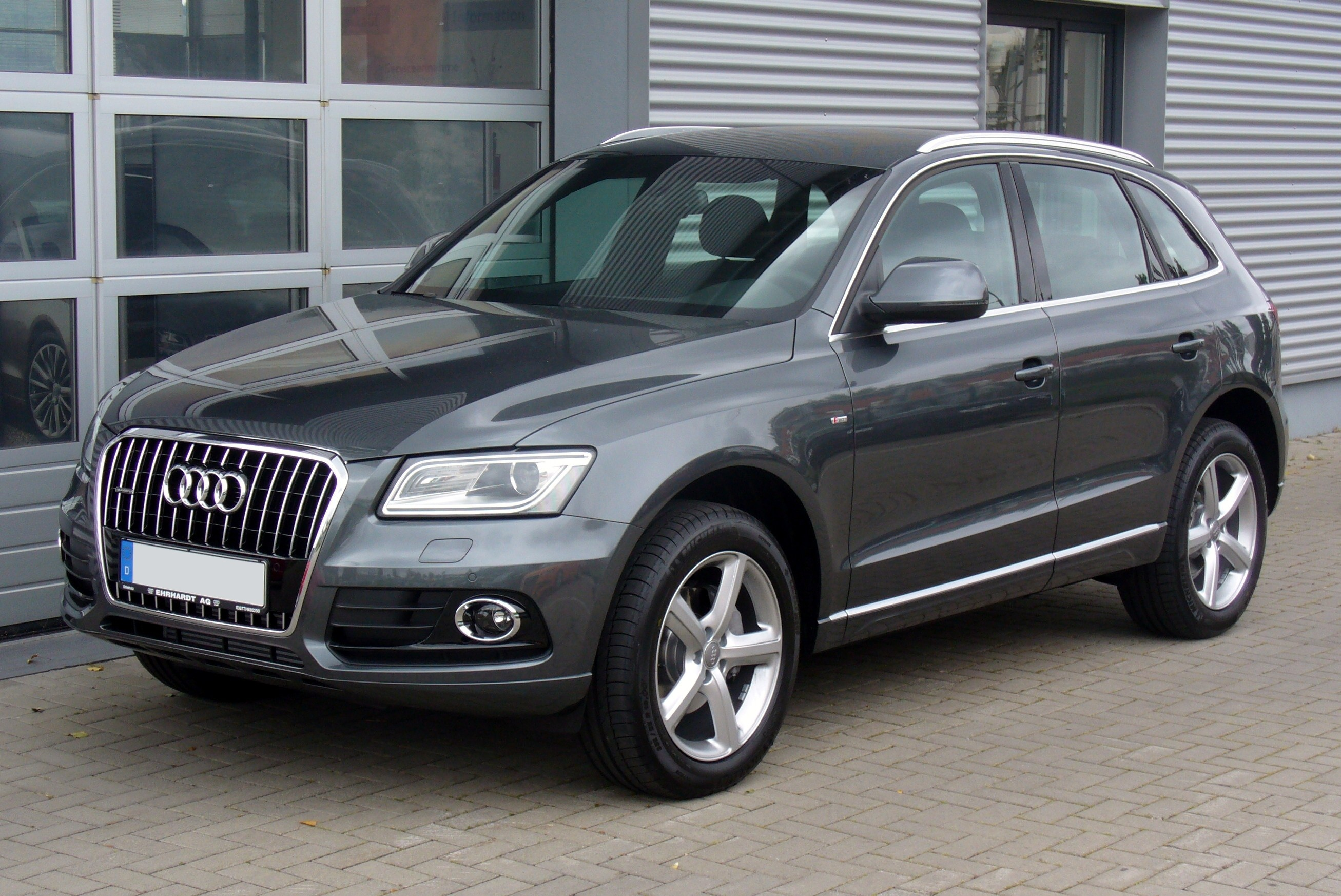
Audi Q5 facelift

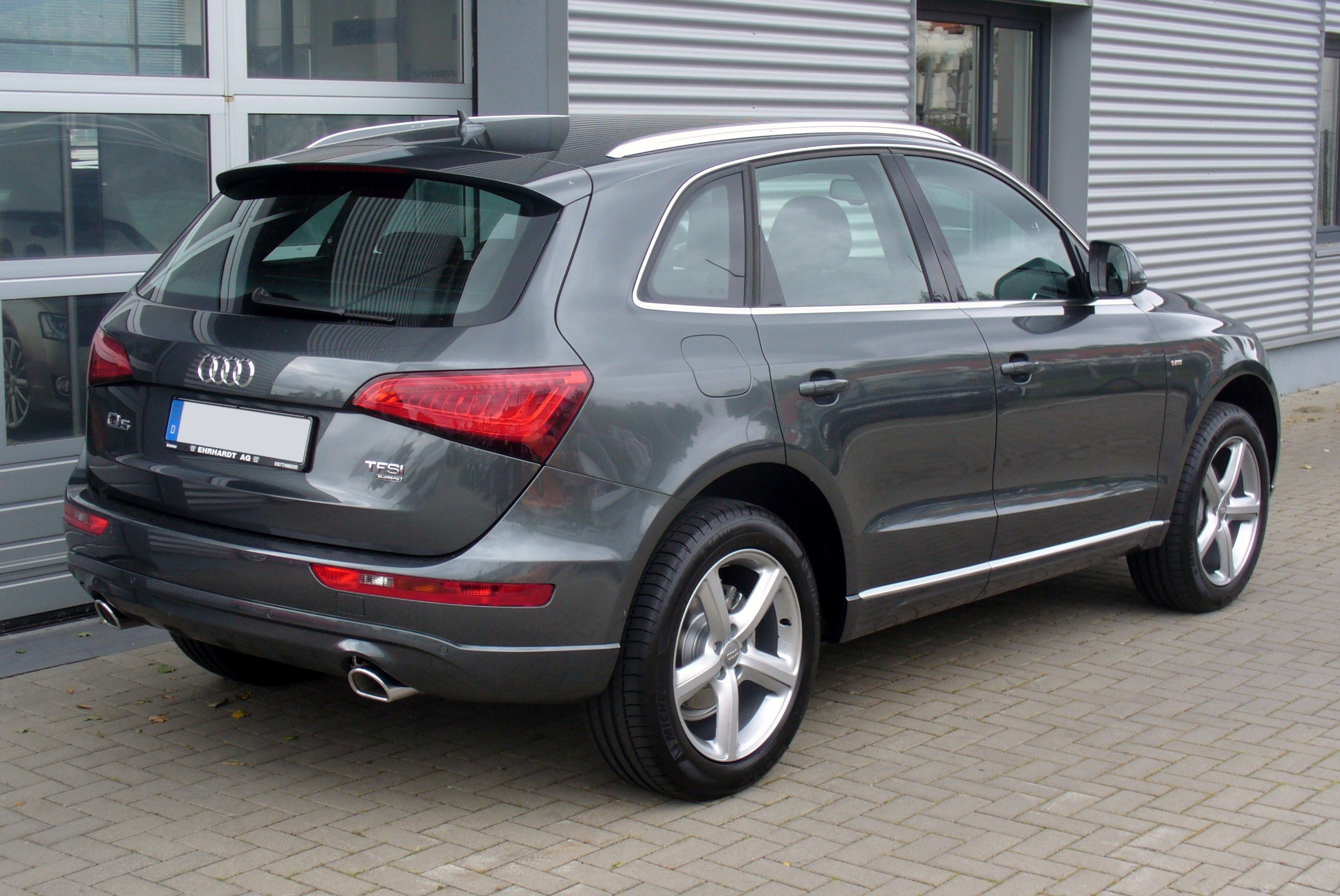
Audi Q5 facelift achterkant

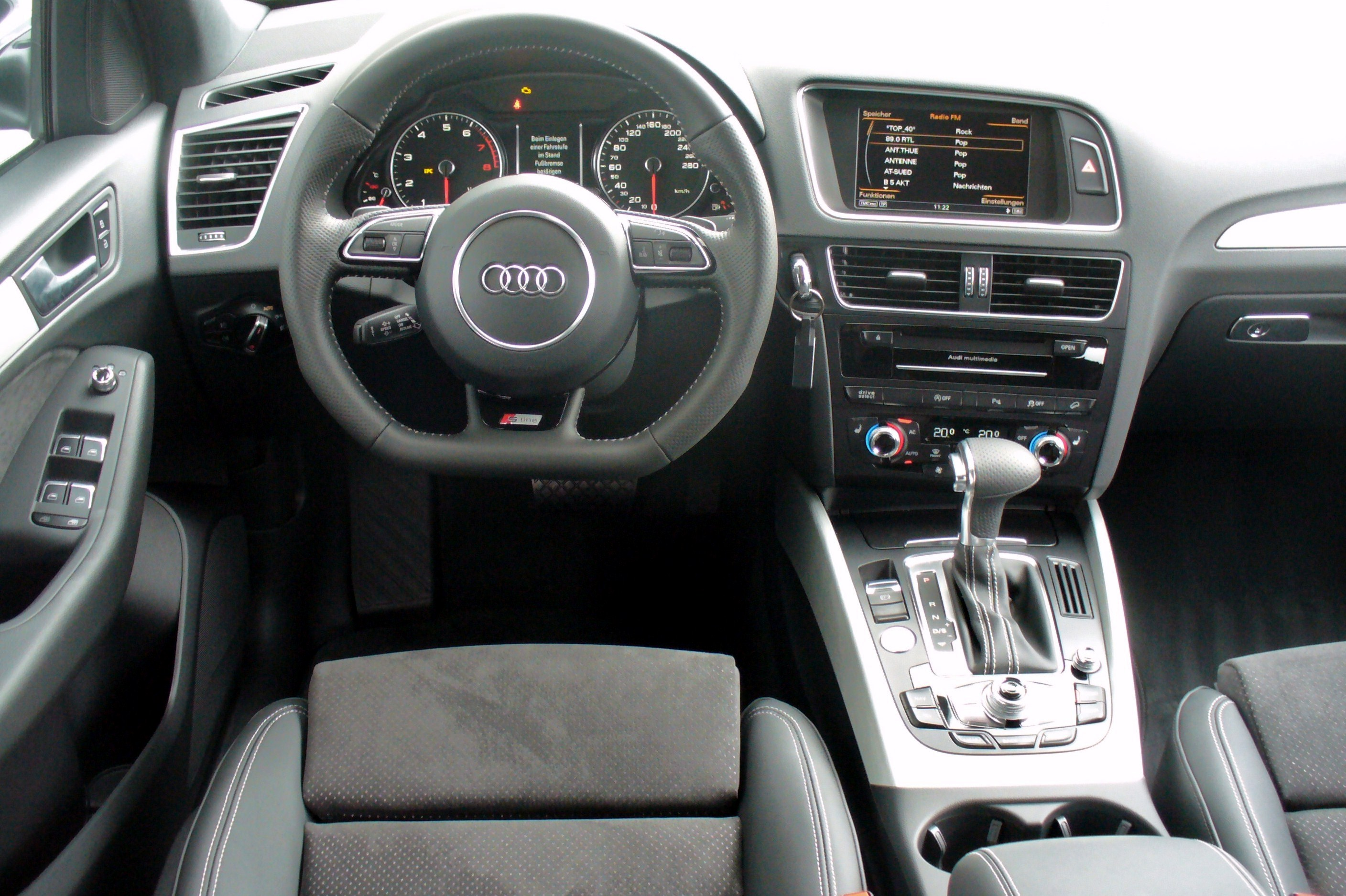
Audi facelift interieur

In oktober 2012 kreeg de Q5 een facelift. Hiermee kreeg het uiterlijk een opfrisbeurt zodat deze weer in lijn zou liggen met de overige modellen van Audi. Onderhuids zijn er ook wijzigingen doorgevoerd. Door het onder andere toepassen van een start-stop systeem en directe inspuiting is het verbruik tot 17% gedaald. De 2.0 TDI met 170 pk kreeg voortaan 177 pk en de 3.0 TDI levert voortaan 245 pk en 580 Nm koppel. De 211 pk sterke 2.0 TFSI levert nu 225 pk en de 3.2 FSI is vervangen door de 3.0 TFSI. Deze V6 met supercharger levert 272 pk, goed voor 0–100 km/u in minder dan 6 seconden.
In 2015 kwam er nog een modeljaarwisseling waarbij veel motoren krachtiger werden. De 2.0 TFSI kwam er ook als instapper met 180 pk en de 225 pk werd 230 pk. De 2.0 TDI met 143 pk kreeg 150 pk en er kwam er een 190 pk sterke versies van dit blok. Verder steeg de 3.0 TDI naar 258 pk.

### Gegevens facelift
De gegevens van de basisuitvoeringen:
Benzine
| Type            | Motor     | Vermogen | Koppel | Aandrijving | Gewicht | 0–100 km/u | Topsnelheid | Jaartal     |
| --------------- | --------- | -------- | ------ | ----------- | ------- | ---------- | ----------- | ----------- |
| 2.0 TFSI        | 4-in-lijn | 180 pk   | 320 Nm | quattro     | 1705 kg | 8,5 s      | 210 km/u    | 2013 - 2017 |
| 2.0 TFSI        | 4-in-lijn | 225 pk   | 350 Nm | quattro     | 1705 kg | 7,4 s      | 222 km/u    | 2013 - 2015 |
| 2.0 TFSI        | 4-in-lijn | 230 pk   | 350 Nm | quattro     | 1705 kg | 7,2 s      | 228 km/u    | 2015 - 2017 |
| 2.0 TFSI Hybrid | 4-in-lijn | 245 pk   | 480 Nm | quattro     | 1885 kg | 7,1 s      | 225 km/u    | 2012 - 2015 |
| 3.0 TFSI        | V6 SC     | 272 pk   | 400 Nm | quattro     | 1815 kg | 5,9 s      | 234 km/u    | 2012 - 2015 |
| 3.0 TFSI (SQ5)  | V6 SC     | 354 pk   | 470 Nm | quattro     | 2000 kg | 5,4 s      | 250 km/u    | 2013 - 2017 |

Diesel
| Type                 | Motor     | Vermogen | Koppel | Aandrijving    | Gewicht        | 0–100 km/u    | Topsnelheid    | Jaartal     |
| -------------------- | --------- | -------- | ------ | -------------- | -------------- | ------------- | -------------- | ----------- |
| 2.0 TDI              | 4-in-lijn | 143 pk   | 320 Nm | voor / quattro | 1635 / 1730 kg | 10,9 / 10,8 s | 192 / 190 km/u | 2012 - 2013 |
| 2.0 TDI              | 4-in-lijn | 150 pk   | 320 Nm | voor / quattro | 1635 / 1730 kg | 10,9 / 10,8 s | 192 / 190 km/u | 2013 - 2014 |
| 2.0 TDI              | 4-in-lijn | 150 pk   | 320 Nm | voor / quattro | 1730 / 1795 kg | 10,9 / 10,8 s | 192 / 190 km/u | 2014 - 2017 |
| 2.0 TDI              | 4-in-lijn | 177 pk   | 380 Nm | quattro        | 1730 kg        | 9,0 s         | 204 km/u       | 2012 - 2014 |
| 2.0 TDI              | 4-in-lijn | 190 pk   | 400 Nm | voor / quattro | 1745 / 1790 kg | 8,7 / 8,7 s   | 211 / 210 km/u | 2014 - 2017 |
| 3.0 TDI              | V6        | 245 pk   | 580 Nm | quattro        | 1835 kg        | 6,5 s         | 225 km/u       | 2012 - 2015 |
| 3.0 TDI              | V6        | 258 pk   | 580 Nm | quattro        | 1855 kg        | 5,9 s         | 230 km/u       | 2015 - 2017 |
| 3.0 BiTDI (SQ5)      | V6        | 313 pk   | 650 Nm | quattro        | 1895 kg        | 5,1 s         | 250 km/u       | 2013 - 2015 |
| 3.0 BiTDI (SQ5)      | V6        | 313 pk   | 650 Nm | quattro        | 1975 kg        | 5,2 s         | 250 km/u       | 2015 - 2015 |
| 3.0 BiTDI (SQ5)      | V6        | 326 pk   | 650 Nm | quattro        | 1975 kg        | 5,1 s         | 250 km/u       | 2015 - 2017 |
| 3.0 BiTDI (SQ5 Plus) | V6        | 340 pk   | 700 Nm | quattro        | 1975 kg        | 5,1 s         | 250 km/u       | 2015 - 2017 |

## Tweede generatie (2017+)

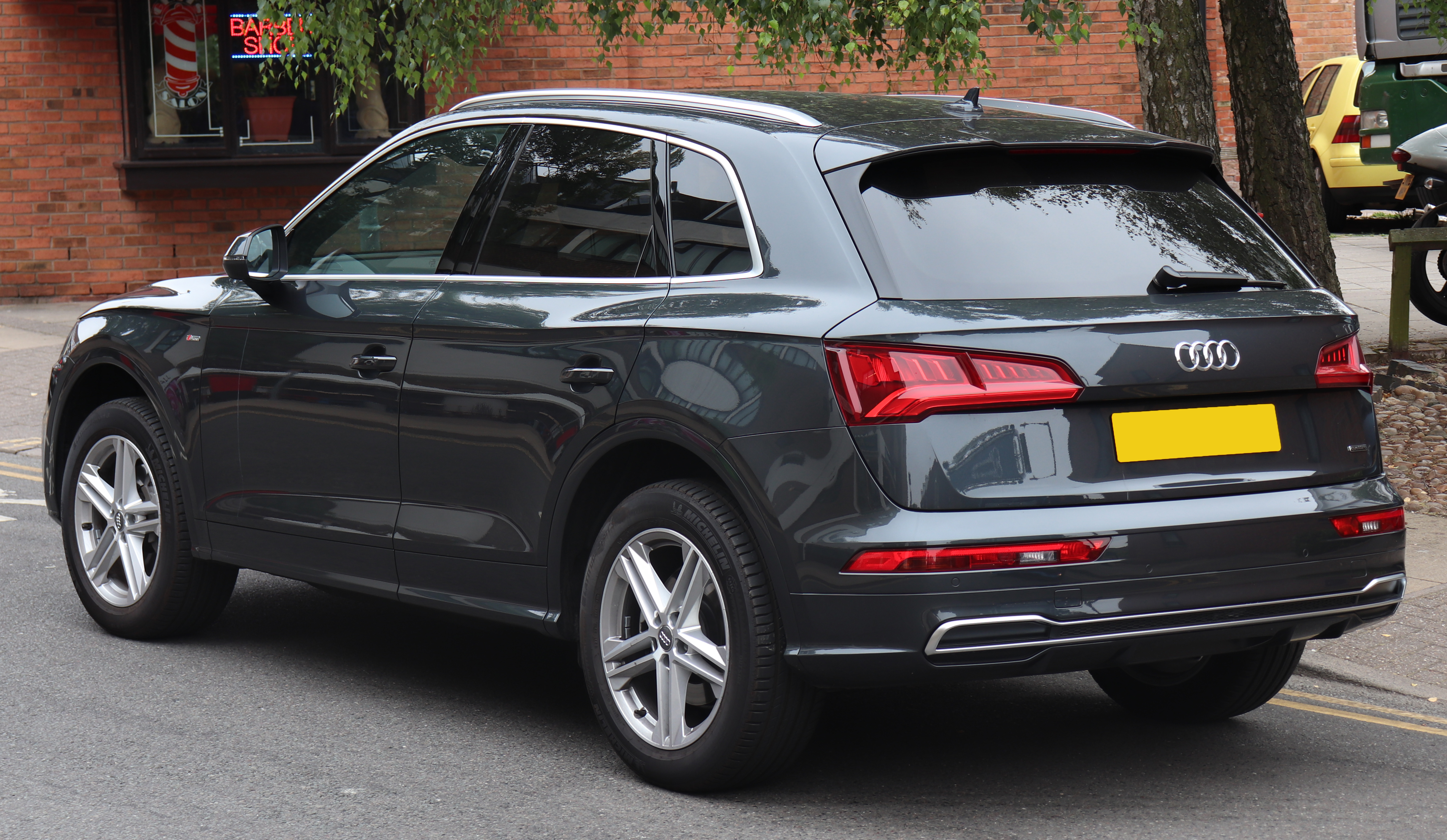

De tweede generatie werd in september 2016 gepresenteerd en kwam in januari 2017 op de markt. De nieuwe generatie heeft een minder rond, maar strakker uiterlijk. In navolging van de Q7 heeft hij ook de Q-grill die met de koplampen in verbinding staat. De auto groeide iets, maar werd tegelijkertijd lichter, tot 90 kg. Het interieur is hetzelfde als dat in de nieuwe Audi A4, waar de Q5 nog steeds technisch op gebaseerd is. Ook de Audi Virtual Cockpit is nu leverbaar in de Q5. Het benzineaanbod slonk, voortaan is alleen de 2.0 TFSI nog leverbaar, met 252 pk. De 2.0 TDI kwam aanvankelijk met 163 pk en 190 pk. Een maand later kwam hij ook met 150 pk. In deze uitvoering heeft de Q5 voorwielaandrijving en een handbak, bij de andere motoren zijn S tronic en quattro standaard. De 3.0 TDI keert ook terug, met 286 pk en 620 Nm en 8-traps automaat. Optioneel is de Q5 met adaptieve luchtvering te krijgen.

### SQ5
De tweede generatie SQ5 kwam alleen nog met benzinemotor. Hij maakt gebruik van dezelfde 3.0 TFSI met turbo als de S4 en S5 met 354 pk. De nieuwe SQ5 maakt wel gebruik van een S tronic bak met dubbele koppeling en uiteraard quattro vierwielaandrijving. De 0–100 km/u gaat opvallend genoeg minder snel dan in zijn voorganger, namelijk in 5,4 seconden. In april 2018 stopte Audi met levering van de SQ5. De SQ5 werd in maart 2019 weer bestelbaar. De 3.0 TFSI heeft echter plaats gemaakt voor een 3.0 TDI met 347pk en 700 Nm.

### Gegevens
Benzine
| Type           | Motor     | Vermogen | Koppel | Aandrijving | Gewicht | 0–100 km/u | Topsnelheid | Jaartal     |
| -------------- | --------- | -------- | ------ | ----------- | ------- | ---------- | ----------- | ----------- |
| 2.0 TFSI       | 4-in-lijn | 252 pk   | 370 Nm | quattro     | 1695 kg | 6,3 s      | 237 km/u    | 2017 - 2019 |
| 3.0 TFSI (SQ5) | V6        | 354 pk   | 500 Nm | quattro     | 1845 kg | 5,4 s      | 250 km/u    | 2017 - 2018 |

Diesel
| Type    | Motor     | Vermogen | Koppel | Aandrijving | Gewicht | 0–100 km/u | Topsnelheid | Jaartal     |
| ------- | --------- | -------- | ------ | ----------- | ------- | ---------- | ----------- | ----------- |
| 2.0 TDI | 4-in-lijn | 150 pk   | 320 Nm | voor        | 1635 kg | 9,7 s      | 206 km/u    | 2017 - 2018 |
| 2.0 TDI | 4-in-lijn | 163 pk   | 400 Nm | quattro     | 1745 kg | 8,9 s      | 211 km/u    | 2017 - 2018 |
| 2.0 TDI | 4-in-lijn | 190 pk   | 400 Nm | quattro     | 1745 kg | 7,9 s      | 218 km/u    | 2017 - 2018 |
| 3.0 TDI | V6        | 286 pk   | 620 Nm | quattro     | 1845 kg | 5,8 s      | 237 km/u    | 2017 - 2019 |

Gegevens vanaf modeljaar 2019
Benzine
| Aanduiding | Type     | Motor     | Vermogen | Koppel | Aandrijving | Gewicht | 0–100 km/u | Topsnelheid | Jaartal      |
| ---------- | -------- | --------- | -------- | ------ | ----------- | ------- | ---------- | ----------- | ------------ |
| 45 TFSI    | 2.0 TFSI | 4-in-lijn | 245 pk   | 370 Nm | quattro     | 1725 kg | 6,4 s      | 237 km/u    | 2019 - heden |

PHEV
| Aanduiding | Type     | Motor     | Gecombineerd vermogen | Gecombineerd koppel | Aandrijving | Gewicht | 0–100 km/u | Topsnelheid | Jaartal      |
| ---------- | -------- | --------- | --------------------- | ------------------- | ----------- | ------- | ---------- | ----------- | ------------ |
| 50 TFSI e  | 2.0 TFSI | 4-in-lijn | 299 pk                | 450 Nm              | quattro     | 2105 kg | 6,1 s      | 239 km/u    | 2019 - heden |
| 55 TFSI e  | 2.0 TFSI | 4-in-lijn | 367 pk                | 500 Nm              | quattro     | 2105 kg | 5,3 s      | 239 km/u    | 2019 - heden |

Diesel
| Aanduiding | Type    | Motor     | Vermogen | Koppel | Aandrijving | Gewicht | 0–100 km/u | Topsnelheid | Jaartal      |
| ---------- | ------- | --------- | -------- | ------ | ----------- | ------- | ---------- | ----------- | ------------ |
| 35 TDI     | 2.0 TDI | 4-in-lijn | 163 pk   | 400 Nm | quattro     | 1745 kg | 8,9 s      | 211 km/u    | 2017 - heden |
| 40 TDI     | 2.0 TDI | 4-in-lijn | 190 pk   | 400 Nm | quattro     | 1745 kg | 7,9 s      | 218 km/u    | 2017 - heden |
| 50 TDI     | 3.0 TDI | V6        | 286 pk   | 620 Nm | quattro     | 1845 kg | 5,9 s      | 237 km/u    | 2019 - heden |
| SQ5 TDI    | 3.0 TDI | V6        | 347 pk   | 700 Nm | quattro     | 1955 kg | 5,1 s      | 250 km/u    | 2019 - heden |